# 釜山慶南競馬場
釜山慶南競馬場（プサンギョンナムけいばじょう）は、大韓民国釜山広域市江西区にある競馬場。敷地の一部は慶尚南道金海市に属している。施行者ならびに管理者は韓国馬事会（KRA）である。現在の名前はレッツランパーク釜山慶南（韓国語：렛츠런파크 부산경남）である。

## コース概要
- 馬場：左回りで、1周2000mの外回りコースと、1470mの内回りコースからなる。
  - レースでは1000mのレースのみ、第4コーナー奥の引込み線からのコースが使用される。
- コース幅：内回りコース、外回りコースともに 25m
  - 距離設定：1000m, 1200m, 1300m, 1400m, 1500m, 1600m, 1800m（内）, 1900m（内）, 2000（内）, 2200m, 2400m

## 主な競走
太字は、韓国産馬限定戦

### 韓国G2
- KRAカップマイル (4月)
- コリアンオークス (6月)
- 釜山広域市長杯 (7月)
- ブリーダーズカップルーキー（12月）

### 韓国G3
- 釜山日報杯 (4月)
- KNN杯 (6月）
- オーナーズカップ (7月)
- 慶尚南道知事杯 (10月)
- 国際新聞杯 (11月)

### リステッド競走
- 慶南新聞杯 (3月)
- ルナステークス (4月)
- 慶南道民日報杯 (11月)
- 金海市長杯（11月）
- ブリーダーズカップクイーン（12月）

## 交通アクセス
- 釜山都市鉄道1号線下端駅および3号線江西区庁駅から無料シャトルバス(競馬開催日のみ)